# Pièce de douze céntimos et demi
La pièce de monnaie vénézuélienne de douze et demi centimes ou (12½ céntimos), était une monnaie fractionnaire cupronickel et valait un huitième d'un bolivar en argent, cette pièce ronde de métal a été également connu des surnoms très populaires sur «Locha» (français: /ˈlɔ.t͡ʃa/) ou «Cuartillo» (français: /ˌkwɑʀ.ˈti.ʒo/).
La Loi sur la monnaie vénézuélienne du 31 mars 1879, a établi le bolivar comme monnaie officielle, une locha équivalait en valeur à «1/8 de bolivar», «2 1/2 centavos» et «1/4 de réal»; ces pièces ont été frappées en Allemagne, aux États-Unis et Espagne dans les années: 1896, 1925, 1927, 1929, 1936, 1938, 1944, 1945, 1946, 1948, 1958 et 1969; en 1971 des pièces de 10 centimes en cupro-nickel ont été émises pour remplacer les 12 ½ centimes étaient émises pour la dernière fois en 1969. La hausse de l'inflation a déprécié la valeur de ces pièces par rapport à la valeur de leurs matériaux de composition; cette dépréciation a conduit à leur abandon éventuel. 
Aucune n'a été frappée entre les années 1970 et 2007.
Les dernières pièces de 12 ½ centimes ont été émises en 2007  avec une série de nouveautés depuis sa dernière émission par l'autorité monétaire de la Banque centrale du Venezuela (en espagnol: Banco Central de Venezuela, abrégée BCV) depuis 2007 à 2018. Elles avaient un diamètre de 23 mm et une épaisseur de 1,30 mm. Leur composition était en acier plaqué nickel; le bord (bord extérieur) de ces pièces avait un design esthétiquement lisse. Ces pièces ont été frappées par la Casa de la Moneda au Venezuela
.
Ces nouvelles pièces de série ont également souffert de la dépréciation et ont disparu de l'économie du pays, après la redénomination de la monnaie d'août 2018 et en raison de l'hyperinflation qui l'affecte actuellement.
Pour le 4 mars 2021, le taux de change entre L’euro et le bolivar (VES) est le suivant:
1. Au taux de change officiel, 1 € équivaut à Bs. 2 242 816,18[8],[9]
2. Au libre-échange (marché parallèle), 1 € équivaut à Bs. 2 025 593,64[10]

Pour cette raison, un citoyen vénézuélien devrait hypothétiquement mettre 17 942 529 lochas pour acheter un euro sur le marché officiel vénézuélien des devises. À tout ce qui précède, nous devons ajouter qu'il y a eu deux redénominations du bolivar, dans le premier de 2008 (VEF) trois zéros ont été supprimés et dans le second en 2018 (VES), cinq zéros ont été supprimés, donc, si nous calculons le prix d'un euro basé sur la valeur d'un bolivar VEB depuis 1879 jusqu'à 2008, il faudrait mettre le montant stupéfiant de 17 942 529 x 108, soit 1 794 252 900 000 de lochas.

## Voir également
- Bolivar fort
- (es) Banco Central de Venezuela
- (es) Banco Central de Venezuela Lien direct vers les pièces en circulation.
- (es) Origen y Evolucion de la Moneda en Venezuela
- (es) Monedas de Venezuela Histoire de la monnaie du Venezuela.
- (es) Diccionario de la Lengua Española